# ミハリス・カプシス
ミハリス・カプシス（ギリシア語: Μιχάλης Καψής, ラテン文字表記: Michalis Kapsis, 1973年10月18日 - ）は、ギリシャ・ピレウス出身の元同国代表サッカー選手。現役時代のポジションはディフェンダー。父親はパナシナイコスFC在籍時にUEFAチャンピオンズカップの準優勝メンバーであるアンティモス・カプシス。

## 経歴
2003年6月7日に行われたEURO2004予選・スペイン戦においてギリシャ代表のメンバーとして初出場し、対峙したラウール・ゴンサレスを抑え1-0での勝利に貢献した。2010年には古巣であるエスニコス・ピレウスFCへ復帰。2012年に現役引退を表明した。

## タイトル

### クラブ
エスニコス
- ベータ・エスニキ（英語版） : 1994, 1998

AEKアテネ
- キペロ・エラーダス : 2000, 2002